# Inger Miller
Inger Miller (ur. 12 czerwca 1972) – amerykańska lekkoatletka, sprinterka, złota medalistka igrzysk olimpijskich i Mistrzostw Świata.
Indywidualnie największe sukcesy odnosiła w biegu na 200 metrów:
- 4. miejsce podczas Igrzysk Olimpijskich (Atlanta 1996)
- złoty medal Mistrzostw Świata w Lekkoatletyce (Sewilla 1999 – na tej samej imprezie sięgnęła również po srebro na 100 metrów).

Najwięcej medali zdobyła jednak Miller jako mocny punkt amerykańskiej sztafety 4 × 100 metrów:
- złoty medal podczas Uniwersjady (Fukuoka 1995)
- złoty medal Igrzysk Olimpijskich (Atlanta 1996)
- złoto na Mistrzostwach Świata w Lekkoatletyce (Ateny 1997)
- 1. miejsce podczas Pucharu Świata w Lekkoatletyce (Johannesburg 1998)
- srebro Mistrzostw Świata w Lekkoatletyce (Paryż 2003)

Jej ojciec – Lennox Miller – również był sprinterem, wielokrotnym medalistą igrzysk olimpijskich.

## Igrzyska olimpijskie
| Miejsce | Dzień      | Rok  | Miejscowość | Konkurencja        | Czas biegu | Strata   | Zwycięzca        |
| ------- | ---------- | ---- | ----------- | ------------------ | ---------- | -------- | ---------------- |
| 4.      | 1 sierpnia | 1996 | Atlanta     | bieg na 200 m      | 22,41 s    | + 0,29 s | Marie-José Pérec |
| złoto   | 3 sierpnia | 1996 | Atlanta     | sztafeta 4 × 100 m | 41,95 s    | –        | –                |

## Mistrzostwa świata
| Miejsce | Dzień       | Rok  | Miejscowość | Konkurencja        | Czas biegu | Strata   | Zwycięzca                |
| ------- | ----------- | ---- | ----------- | ------------------ | ---------- | -------- | ------------------------ |
| 5.      | 3 sierpnia  | 1997 | Ateny       | bieg 100 m         | 11,18 s    | + 0,35 s | Marion Jones             |
| 5.      | 8 sierpnia  | 1997 | Ateny       | bieg na 200 m      | 22,52 s    | + 0,20 s | Żanna Pintusewicz-Block  |
| złoto   | 9 sierpnia  | 1997 | Ateny       | sztafeta 4 × 100 m | 41,47 s    | –        | –                        |
| srebro  | 22 sierpnia | 1999 | Sewilla     | bieg na 100 m      | 10,79 s    | + 0,09 s | Marion Jones             |
| złoto   | 27 sierpnia | 1999 | Sewilla     | bieg na 200 m      | 21,77 s    | –        | –                        |
| 4.      | 29 sierpnia | 1999 | Sewilla     | sztafeta 4 × 100 m | 42,30 s    | + 0,38 s | Bahamy                   |
| 8.      | 9 sierpnia  | 2001 | Edmonton    | bieg na 200 m      | 22,82 s    | –        | Debbie Ferguson-McKenzie |
| DQ      | 11 sierpnia | 2001 | Edmonton    | sztafeta 4 × 100 m | –          | –        | Niemcy                   |
| srebro  | 30 sierpnia | 2003 | Paryż       | sztafeta 4 × 100 m | 41,83 s    | + 0,05 s | Francja                  |

## Rekordy życiowe
- bieg na 100 m – 10,79 (1999)
- bieg na 200 m – 21,77 (1999)
- bieg na 50 m (hala) – 6,15 (1999)
- bieg na 60 m (hala) – 7,15 (1999)